# James W. Moseley
James Willett Moseley (4 tháng 8 năm 1931 – 16 tháng 11 năm 2012) là một nhà quan sát, tác giả và nhà bình luận người Mỹ về chủ đề vật thể bay không xác định (UFO). Trong sự nghiệp gần sáu mươi năm cuộc đời, ông đã vạch trần những trò lừa đảo UFO và những trò bịp bợm do chính ông sắp đặt. Ông được biết đến nhiều nhất với tư cách là nhà xuất bản bản tin Saucer News và người kế nhiệm Saucer Smear, trở thành tạp chí UFO được xuất bản liên tục dài nhất trên thế giới.
Nhiều người trong cộng đồng UFO coi Moseley là một người hoài nghi, vì Moseley kể rằng trong nhiều năm liền được ông chấp nhận, sau đó lại từ chối, một số lời giải thích dành cho UFO. Theo Jerome Clark, ông "hoan nghênh về mọi quan điểm có thể nắm giữ về UFO," và theo lời Antonio Huneeus, "Moseley rất hay chỉ trích và mỉa mai về mọi thứ và mọi người trong giới UFO học. Tuy nhiên, Jim đã tin một cốt lõi của hiện tượng UFO là có thật và thực sự không giải thích được sau khi lọc ra tất cả các trò lừa bịp, thuyết âm mưu, nhận dạng sai và những câu chuyện vô nghĩa đơn thuần bao trùm nhiều lĩnh vực."

## Tiểu sử

### Thiếu thời
James Moseley là con trai của Thiếu tướng Lục quân Mỹ George Van Horn Moseley, chỉ huy trưởng Tiểu đội 4 (tiếp tế và sơ tán) thuộc Bộ Tổng tham mưu Thời chiến của Tướng Pershing, và mẹ là Florence Barber Moseley (nhũ danh DuBois) có gia đình sở hữu hãng tàu hơi nước Barber. Cha mẹ ông kết hôn vào tháng 7 năm 1930, lúc đó cha ông đã 55 tuổi và James được sinh ra vào năm sau. Tuổi thơ của ông dành cho các căn cứ quân sự cho đến khi cha ông nghỉ hưu vào năm 1938.
James không bao giờ hòa thuận với cha mình, ngoại trừ những quan điểm phân biệt chủng tộc và chống Do Thái thẳng thắn của mình, bao gồm cả tuyên bố rằng nước Mỹ phải "nhân giống" dân số đang phân rã của mình bằng cách sao chép thuyết ưu sinh của Đức Quốc xã, và khởi động một chương trình "nhân giống chọn lọc, triệt sản, loại bỏ những thứ không phù hợp và loại bỏ những thứ không tương đồng với phúc lợi chung của quốc gia."(tr255)

### Thập niên 1950
Mẹ ông qua đời vào tháng 12 năm 1950, để lại cho James mười chín tuổi được kế thừa một quỹ tín thác lớn. Moseley thừa hưởng đủ tiền để có thể theo đuổi sở thích của riêng mình, và ông chẳng bao giờ làm những công việc thông thường. Ông rời Đại học Princeton, và ban đầu dành thời gian đi du lịch tới Nam Mỹ để tham gia vào cái mà anh gọi là "đào trộm mộ" các cổ vật thời tiền Columbus, sau đó đi đến các hội nghị về UFO, phỏng vấn các nhân chứng và từng trường hợp UFO.
Moseley tiếp nhận khảo cổ nghiệp dư và ông đã thực hiện nhiều chuyến đi đến Peru, và ở một mức độ thấp hơn là Ecuador và miền bắc Chile, mua và đào bới các cổ vật thời tiền Columbus. Sự khác biệt giữa khảo cổ học và săn tìm kho báu hoặc đào trộm mộ không phải lúc nào cũng rõ ràng, và một số hoạt động của ông có thể không được chấp thuận ngày nay. Mặc dù vậy, ông đã thực hiện một số phát hiện quan trọng và một số xác ướp mà ông tìm thấy được giới khảo cổ chuyên nghiệp đặt trong bảo tàng Peru. Sau khi những hình vẽ trên cao nguyên Nazca được phát hiện lần đầu tiên bởi nhà khảo cổ học người Peru Toribio Mejia Xesspe vào năm 1927, Moseley là người đầu tiên cho rằng có những hiện tượng Fortean hấp dẫn trên Tạp chí Fate, vào tháng 10 năm 1955, cho thấy một nguồn gốc bí ẩn, rất lâu trước khi chúng lôi cuốn sự quan tâm đến các nhà văn thay thế như Erich von Däniken (1968), Henri Stierlin (1983) và Gerald Hawkins (1990). Những chuyến đi Nam Mỹ này gián tiếp dẫn đến sự dính líu đĩa bay khi ông đồng ý hợp tác trong một cuốn sách với Ken Krippene.
Mối quan tâm của ông dành cho UFO phát sinh từ các sự cố liên quan đến những phi công như Kenneth Arnold năm 1947 và Thomas Mantell năm 1948. Sự nghiệp đĩa bay của ông chỉ thực sự bắt đầu vào năm 1953 khi đang lái xe xuyên quốc gia "theo dõi chiếc đĩa bay khó nắm bắt" để chuẩn bị cho cuốn sách dự định của mình. Ông đã phỏng vấn gần 100 chuyên gia và nhân chứng về UFO: ông đã đến thăm Lầu Năm Góc và kiểm tra hồ sơ của họ về các cuộc điều tra UFO; ông đã đến thăm các cơ sở của Dự án Blue Book tại Căn cứ Không quân Wright-Patterson ở Dayton, Ohio, gặp gỡ Đại tá Bob Friend; ông đã phỏng vấn tác giả đĩa bay nổi tiếng Thiếu tá Donald E. Keyhoe và cảm thấy rằng "Keyhoe thường xuyên làm quá nhiều việc đến mức tối thiểu, ít nhất là một phần chỉ để bán sách"; Ông còn đến thăm núi Palomar, California, nơi "Giáo sư [George] Adamski đang nắm giữ dinh thự xa hoa" trong quầy bánh hamburger của mình; ông tìm gặp Gray Barker, sau trở thành bạn thân và cộng tác viên lâu năm của ông; ông đã phỏng vấn tác giả bán chạy nhất Frank Scully; ông tới tham dự hội nghị những người tiếp xúc UFO "Giant Rock" và phỏng vấn nhiều nhân chứng, nhà nghiên cứu và quan chức. Ông thậm chí đã gặp cựu Tổng thống Harry S. Truman tại văn phòng của mình ở Independence, Missouri, và hỏi han về đĩa bay. Trong buổi trò chuyện vốn biến thành một trong những giai thoại yêu thích của Moseley, Truman đã trả lời một cách đùa cợt, "Tôi chưa từng nhìn thấy một con bò màu tím, tôi chưa từng hy vọng nhìn thấy một con nào khác."
Khi trở về từ chuyến đi này, Moseley đã thành lập tổ chức S.A.U.C.E.R.S. (Hội Nghiên cứu Sự kiện Đĩa bay và Thiên thể Bí ẩn).(tr45) Cuốn sách với Ken Krippene không bao giờ được in ra, nhưng mối quan tâm của Moseley đối với UFO ngày càng sâu sắc trong quá trình nghiên cứu của mình và ông cũng nhận ra: "Tôi đã phát hiện ra rằng tôi không phải là một nhà nghiên cứu UFO nghiêm túc, trừ khi tất nhiên người ta sẽ tính công việc tôi đã vạch trần Adamski và, khi thời gian trôi qua, một số kẻ giả mạo và lừa đảo khác."(tr119)
Vào tháng 7 năm 1954, Moseley đồng sáng lập Saucer News (tên ban đầu là Nexus), a một ấn phẩm định kỳ được biết đến với phong cách "thảnh thơi" không chính thống. Ngoài những mối ác cảm giả tạo (đặc biệt là với Gray Barker) và những trò lừa đảo thỉnh thoảng, Saucer News cũng có nghiên cứu và báo cáo nghiêm túc về UFO, dựa nhiều vào tài liệu mà ông thu thập được trong chuyến đi xuyên quốc gia năm 1953. Moseley là một trong những người đầu tiên công khai bằng chứng chống lại tuyên bố liên hệ với người ngoài hành tinh của George Adamski qua một số phát hành, mà đỉnh điểm là số ra đặc biệt về vụ vạch trần Adamski của Saucer News, và ông đã tường thuật cuộc điều tra về vụ rơi đĩa bay Ralph Horton mà ông còn tiến hành trong chuyến đi năm 1953.

### Thập niên 1960

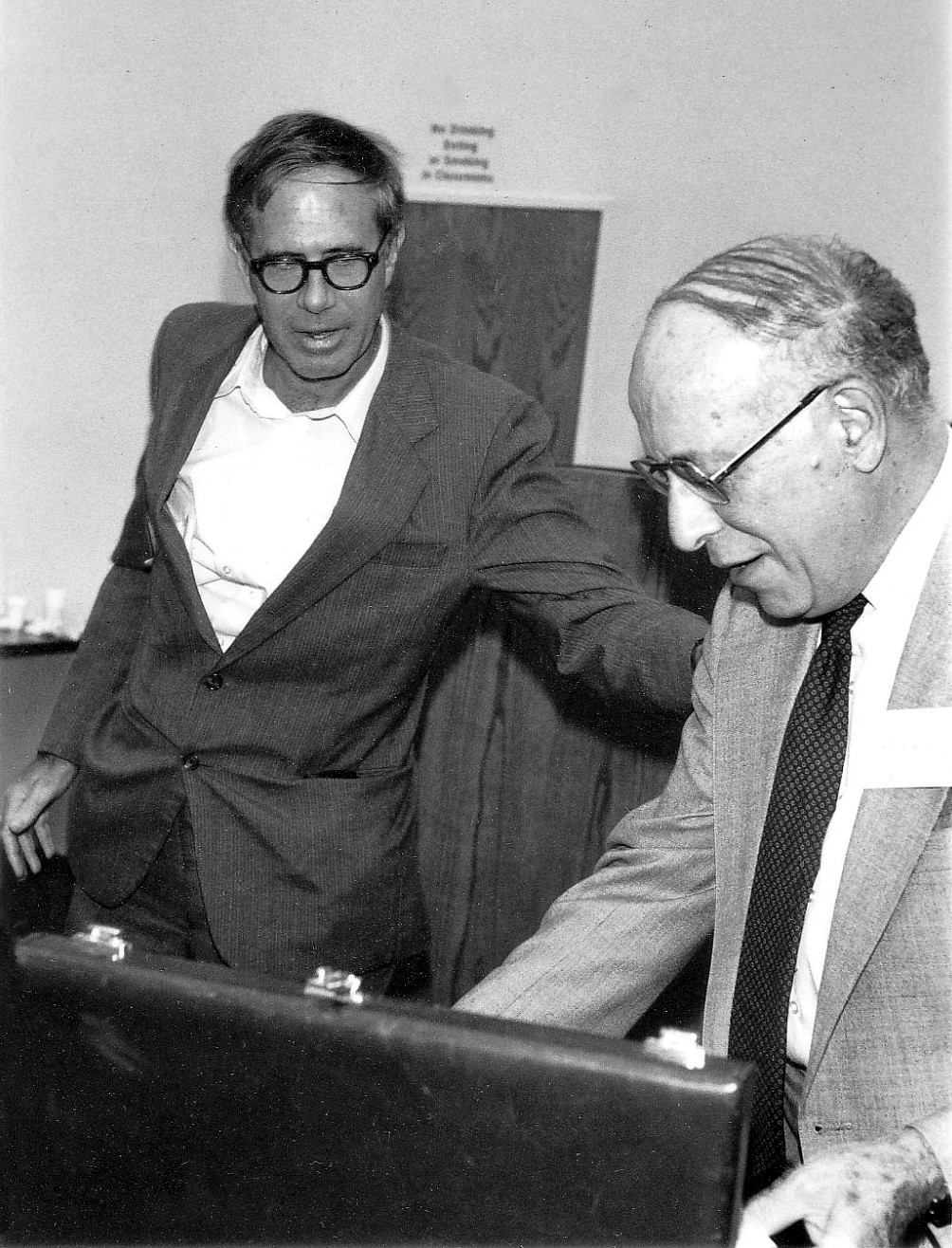
Moseley và Philip Klass tại Hội nghị CSICOP năm 1983 tại Buffalo, NY

Qua thập niên 1960, Moseley ngày càng trở nên tích cực trong cộng đồng UFO và hồ sơ công khai của ông ngày càng phát triển. Ông đã có nhiều bài diễn thuyết về đĩa bay, và thậm chí thực hiện một số chuyến đi đến Giant Rock trên sa mạc California, một dạng Woodstock dành cho người tiếp xúc với UFO và những môn đồ của họ. Ông là khách mời thường xuyên trong chương trình radio của Long John Nebel chủ yếu liên quan đến các hiện tượng dị thường, UFO và các chủ đề khác thường. Sau đó, anh chuyển sang làm khách mời thường xuyên của James Randi trong chương trình The Amazing Randi Show, cũng trên đài phát thanh WOR của Thành phố New York. Trong những năm sau đó, Moseley tranh cãi và có quan hệ xấu với cả hai người, coi họ là kẻ thù của mình.
Năm 1966, có một làn sóng công khai UFO mới, khởi đầu bởi sự cố ở Michigan là nơi Allen Hynek đưa ra lời giải thích "khí đầm lầy" đầy tai tiếng. Bài diễn thuyết của Moseley đã diễn ra sau đó: câu chuyện rất nóng... "trở lại thành phố New York, tất cả các tổ chức tin tức lớn của quốc gia đang hối hả tìm kiếm một chuyên gia về đĩa bay ngay lập tức để phỏng vấn và trích dẫn. Tôi là người duy nhất được liệt kê trong quyển danh bạ điện thoại Manhattan dưới cái tên "Saucers" (nghĩa là Saucer News), vì vậy mọi người đã đến với tôi."(tr193) Để cho độc giả biết về hoạt động này, Moseley đã xuất bản lịch trình xuất hiện của mình đăng trên Saucer News: trong tháng 4 năm 1967, ví dụ, ông đã đọc chín bài diễn thuyết chính thức tại các trường đại học và viện đại học, và thực hiện sáu cuộc phỏng vấn truyền thông khác. Khoảng thời gian này cũng là lúc ông và Barker dàn dựng trò chơi khăm video cái đĩa Lost Creek.
Moseley đã tham dự cuộc họp mặt quy mô lớn đầu tiên của Hội nghị các Nhà Nghiên cứu UFO Khoa học ở Cleveland, Ohio vào tháng 6 năm 1964 và ông đã công khai về hội nghị này trên tờ Saucer News của mình. Sau hai cuộc hội họp thành công hơn ở Cleveland, Moseley quyết định tổ chức một hội nghị thực sự lớn ở thành phố New York vào năm 1967. Ông đã sắp xếp một loạt các diễn giả nổi tiếng thuộc đủ mọi lĩnh vực, bao gồm Joe Franklin của WOR -TV, Gordon Evans, Art Ford, Frank Stranges, John Keel, Stewart Robb, Gray Barker, James Randi, Long John Nebel, Howard Menger, Ivan Sanderson và Roy Thinnes, ngôi sao của bộ phim giật gân khoa học viễn tưởng trên kênh ABC-TV The Invaders. Ông kiếm được chỗ ngồi tốt nhất tại sảnh tiệc Grand Ballroom cũng như sảnh tiệc East Ballroom của Khách sạn Commodore đồ sộ, ngay trung tâm Manhattan. Nhiều ấn phẩm UFO đã công khai sự kiện này, đặc biệt kể từ năm 1967 là kỷ niệm 20 năm ngày xảy ra vụ chứng kiến UFO của Kenneth Arnold. "NYC Saucer Con" này là một thành công lớn, với tổng số người tham dự được ước tính khác nhau từ "hơn một ngàn" cho đến sáu ngàn người. Năm 1971, Moseley trở thành Chủ tịch thường trực của Hội nghị UFO Quốc gia (NUFOC), với mục đích chính là tổ chức và điều hành một buổi họp mặt hoặc hội nghị thường niên.

### Thập niên 1970

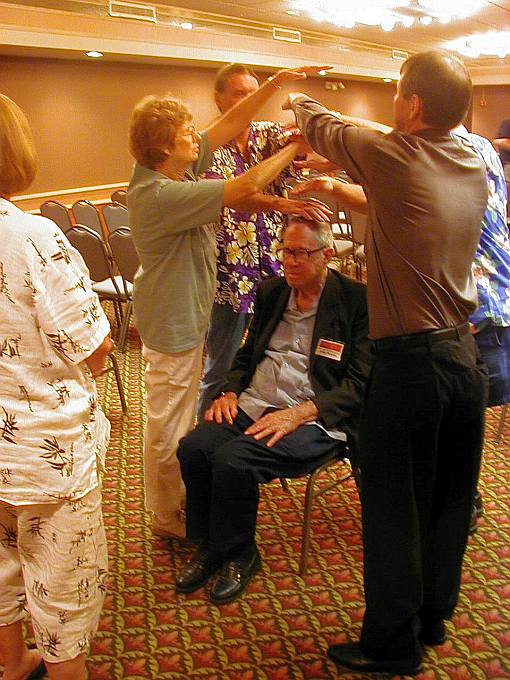
Moseley sẵn sàng "khinh thân" tại Hội nghị UFO Quốc gia ở Hollywood, California năm 2004

Moseley đã bán tờ Saucer News cho người bạn lâu năm Gray Barker vào năm 1968. Năm 1970, ông thành lập một bản tin khác trải qua một số tiêu đề cho đến khi Moseley cuối cùng quyết định chọn cái tên Saucer Smear. Ông đã tạo ra các bản tin bất thường, nhưng cố gắng giữ một lịch trình hàng tháng trong những năm sau đó. Nó trở thành tạp chí UFO được xuất bản liên tục dài nhất trên thế giới.
Moseley không bao giờ lên mạng; ông chưa từng sở hữu một cái máy tính. Ông đã tạo ra phiên bản in của tờ "Saucer Smear" bằng loại máy đánh chữ điện cầm tay thông thường. Ấn phẩm được gửi qua thư đến "những người không đặt mua", và ông cũng ủy quyền cho những người khác bán các số báo dưới dạng PDF và đặt mua báo dài hạn từ một trang web. Nó thường có giọng điệu đùa cợt, tầm phào và nó không chỉ bao gồm các trường hợp UFO, mà còn kiểm tra tính cách của nhà nghiên cứu UFO và không ngần ngại chế giễu mọi người nếu ông nghĩ rằng họ xứng đáng. Khi những nhà nghiên cứu UFO thù ghét lẫn nhau, như thường lệ, Moseley rất thích đăng những lá thư có sức sống mà người ta sẽ gửi để tố cáo người kia. Tiêu đề trên mỗi số đều tuyên bố Moseley là "Chỉ huy Tối cao".

### Thập niên 1980 trở về sau
Năm 1984, Moseley thành lập một cửa hàng đồ cổ ở Key West, Florida. Có một phòng trưng bày nghệ thuật thời tiền Columbus, phần lớn được lưu trữ với các tài liệu ông vẫn có trong các chuyến đi đến Nam Mỹ vào những năm 1950. Năm 1992, Moseley đã tặng bộ sưu tập Peru của mình cho Bảo tàng Khảo cổ và Lịch sử Tự nhiên Graves ở Dania, Florida, nơi nó được trưng bày vĩnh viễn.
Moseley đã đồng viết một cuốn hồi ký với Karl T. Pflock vào năm 2002, với tựa đề Shockingly Close to the Truth! Confessions of a Grave-Robbing Ufologist (Cú sốc gần với sự thật! Lời thú tội của một nhà nghiên cứu UFO đào trộm mộ), trong đó ông kể lại “những niềm vui mà mình có được sau nhiều năm theo đuổi những câu chuyện khó tin và những bằng chứng có chủ đích của du khách từ ngoài vũ trụ.” 
James Moseley chết vì ung thư thực quản vào ngày 16 tháng 11 năm 2012 tại một bệnh viện ở Key West, Florida; hưởng thọ 81 tuổi.

## Điều tra UFO và trò lừa bịp

### Vạch trần George Adamski
George Adamski là một người giảng dạy về huyền bí học, viết một cuốn sách năm 1953 nhan đề Flying Saucers Have Landed, kể câu chuyện về cuộc gặp gỡ của ông với một người ngoài hành tinh tên là Orthon. Cuốn sách khiến ông trở thành người nổi tiếng trong giới bay đĩa, và nó đã truyền cảm hứng cho những người khác được gọi là "người tiếp xúc UFO" đưa ra tuyên bố tương tự. Adamski bắt đầu tạo ra vô số "bằng chứng" rõ ràng: nhiều nhân chứng, dấu vết vật lý, ảnh chụp và sau đó ông quay phim chiếc đĩa trong lúc tuyên bố vẫn còn liên lạc với du khách vũ trụ và chia sẻ thông điệp hòa bình và tình yêu của họ với mọi người Trái Đất.
Moseley đã phỏng vấn Adamski vào năm 1953, và trong khi ông thấy vị “Giáo sư” này thú vị và lôi cuốn, ông không tìm thấy bằng chứng thuyết phục. Ông đã xuất bản một số bài báo phê bình kiểm tra các câu chuyện và hình ảnh của Adamski trong các số của tạp chí Saucer News, và vào tháng 10 năm 1957, ông đã xuất bản một "Số Đặc biệt Vạch trần Adamski" thu thập các bài báo được viết bởi Moseley, Irma Baker và Lonzo Dove nhằm trình bày một bản phân tích kỹ lưỡng vụ việc. Bìa trước cho thấy một "bức ảnh chiếc đĩa" giống như của Adamski có thể được tạo ra bằng cách sử dụng nắp tròn đậy trục bánh xe Chrysler, một lon cà phê và những trái bóng bàn. Jerrold Baker đã kể về việc Adamski đã cung cấp cho anh ta những bức ảnh lừa đảo và gợi ý rằng "mọi người sẽ móc hầu bao" nếu Baker tuyên bố những bức ảnh đó là của chính mình.(tr73) Vụ vạch trần này bao gồm các cuộc phỏng vấn và thư từ với các nhân chứng hỗ trợ của Adamski, một số người nói rằng họ đã bị trích dẫn sai, và những người khác hóa ra là cộng sự lâu năm của Adamski và thừa nhận rằng câu chuyện và ảnh chụp của Adamski đã bị làm giả.
Đây là một bước ngoặt trong lĩnh vực UFO; nó đánh dấu cuộc điều tra phân tích thực sự nghiêm túc đầu tiên về bằng chứng ủng hộ một câu chuyện chính yếu. Hơn bốn mươi năm sau, nhà sử học UFO Jerome Clark nói "...cuộc điều tra nghiêm túc đầu tiên của một nhà phê bình về những tuyên bố của Adamski được thực hiện bởi James W. Moseley vào giữa những năm 1950 và được xuất bản như một số đặc biệt của tạp chí Saucer News... Nhờ vào việc Moseley dám lật tẩy những tuyên bố của Adamski vẫn là quyết định dứt khoát".(tr6)

### Bức thư mạo danh Straith
Từ lâu, Moseley bị nghi ngờ là đồng sáng tác một bức thư giả mạo năm 1957 như một trò chơi khăm chống lại "người tiếp xúc ngoài hành tinh", George Adamski. Sau nhiều năm phủ nhận sự liên quan của mình, né tránh chủ đề và ám chỉ trách nhiệm, Moseley đã thừa nhận trò lừa bịp này vào năm 1985.
Adamski đã trở nên nổi tiếng sau khi xuất bản cuốn sách năm 1953 nhan đề Flying Saucers Have Landed, và "bằng chứng" tài sản riêng tiếp theo. Moseley đã xuất bản một vụ vạch trần gây tổn hại trên tạp chí Saucer News. Ngay khi tin tức giả mạo của Adamski được lan truyền, một lá thư hỗ trợ đến từ một nguồn không chắc chắn.
Năm 1957, Gray Barker đã kiếm được một số giấy trắng tiêu đề và phong bì chính thức của Chính phủ Mỹ từ một người bạn – giấy trắng, con dấu nổi màu xanh, với hình mờ đại bàng Mỹ và Dấu ấn Nhà nước được đóng lên đó. Trong một buổi tối "nhờ sự xấu xa của rượu làm cho bạo dạn", Moseley và Barker đã viết bảy lá thư chơi khăm bằng mẫu đơn chính thức này. Năm trong số những bức thư là những trò đùa với bạn bè, và hai trong số đó là những trò lừa bịp hoàn toàn: bức thư Adamski và một bức thư gửi cho chính cha của Moseley, không bao giờ được gửi qua thư với nội dung "phản đối việc ông say mê các hoạt động chính trị cực hữu trong khi đang hưởng lương hưu quân sự, ngụ ý mạnh mẽ rằng ông có thể mất người thứ hai nếu ông không kiềm chế như trước đây”.
Bức thư gửi Adamski được ký bởi một vị "R.E. Straith" hư cấu nào đó, một đại diện của "Ủy ban Trao đổi Văn hóa" không tồn tại của Bộ Ngoại giao Mỹ. Straith viết rằng chính phủ biết rằng Adamski đã thực sự nói chuyện với người ngoài hành tinh ở một sa mạc California vào năm 1952, và bộ này cũng có bằng chứng riêng đưa ra tuyên bố của mình. Bức thư còn khuyến khích ông ấy tiếp tục công việc truyền đạt kinh nghiệm của mình tới công chúng, vì chính phủ không thể có một chức vụ chính thức về vấn đề này.(scan lá thư)
Adamski rất tự hào về bức thư Straith. Ông đã công khai nội dung của nó và những người đề xướng UFO trên toàn thế giới đã sử dụng nó để xác thực những tuyên bố của họ. Khi các đặc vụ FBI điều tra nó, họ đã thông báo cho Adamski rằng lá thư Straith là một trò lừa bịp và yêu cầu ông ngừng sử dụng nó làm bằng chứng ủng hộ cho câu chuyện của mình, nhưng Adamski từ chối và ông tiếp tục trưng bày bức thư trong các buổi diễn thuyết và bài nói chuyện của mình. Nhân viên FBI cũng đã hỏi Barker về vấn đề này, nhưng không có cáo buộc hình sự nào được đưa ra.(tr124–127, 180)
Nhiều nhà điều tra đã cố gắng xác nhận hoặc gỡ lỗi bức thư, mà không có bất kỳ kết quả phân loại nào. Chính Barker đã mô tả nó là "một trong những bí ẩn lớn chưa giải quyết được trong lĩnh vực UFO" trong cuốn sách của mình xuất bản năm 1967 nhan đề Book of Adamski.

Cuối năm 1983, các nhà nghiên cứu Timothy Good và Lou Zinsstag đã kết luận rằng "phần lớn bằng chứng xảy ra bất ngờ, nhưng dựa trên sự cân bằng có nhiều ưu ái hơn cho bức thư là có thực."
Ngày 6 tháng 12 năm 1984, Gray Barker qua đời. Tháng tiếp theo, Jim Moseley đã tiết lộ sự thật trong tờ Saucer Smear vào ngày 10 tháng 1 năm 1985. Moseley đã thừa nhận nhiều "trò lừa bịp" UFO, và bị nghi ngờ nhiều lần nữa, nhưng trò lừa bịp Straith dường như là thứ được cả người hâm mộ và kẻ gièm pha của ông nhớ đến nhiều nhất.

### Vụ rơi đĩa bay Ralph Horton

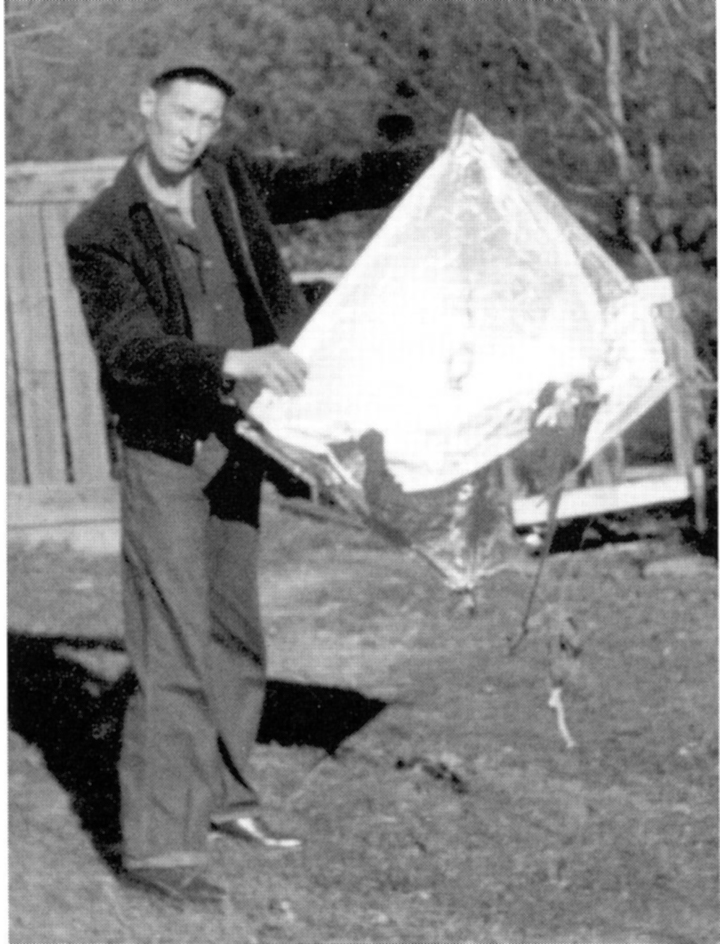
Horton và chiếc "đĩa bay"

Moseley đã điều tra vụ rơi đĩa bay Ralph Horton sau khi tìm thấy nó trong hồ sơ về đĩa bay của tờ Atlanta Constitution. Moseley bèn gọi điện cho sân bay và xác nhận rằng vật thể này là thiết bị được Không quân sử dụng để xác định vận tốc và hướng gió. Nó được gửi lên gắn với một quả bóng và được theo dõi bởi radar, vì các chùm radar được phản xạ bởi vật thể. Horton lấy lại vật thể từ nơi vứt bỏ và đưa nó cho Moseley, nhưng Moseley sau đó đã để mất nó. Trong những năm sau này, Moseley thường than thở rằng nếu ông giữ chặt vật thể, thì đó có thể là ông thay vì Pflock khui ra sự cố UFO tại Roswell.(tr53–54,148)

### Video cái đĩa Lost Creek
Vụ chứng kiến đĩa bay Lost Creek thực ra là một trò bịp do Gray Barker và James Moseley nảy sinh bất chợt vào đầu năm 1966. Ý tưởng là tạo ra các cảnh quay về một chiếc đĩa bay. Ngày 26 tháng 7 năm 1966, tại Lost Creek, West Virginia họ đã nhờ vả John Sheets — một trong những nhà nghiên cứu của Barker — cầm một chiếc đĩa "boogie" bằng gốm mắc bằng cần câu trước một chiếc ô tô, trong khi Moseley lái xe và Barker quay phim.
Sau đó, Moseley đã đem chiếu đoạn phim này trong các buổi diễn thuyết về UFO của mình và Barker rao bán các bản sao của đoạn phim thông qua công việc kinh doanh phim đặt hàng qua thư. Cả hai người tiếp tục tuyên bố rằng Sheets đã vô tình ghi lại cảnh đĩa bay hạ cánh. Trong "Whispers from Space" (Lời thì thầm từ không gian), đoạn phim được trình chiếu trong khi Moseley thảo luận về nguồn gốc của nó.
Moseley về sau viết trong quyển sách của mình rằng "Ngoài việc chiếu bộ phim trên truyền hình khu vực New York và tại một trong những buổi diễn thuyết hàng tháng của Saucer News, tôi đã kết hợp nó và câu chuyện đằng sau nó trong bài nói chuyện tại Cục Chương trình Mỹ. Tôi đã quyết định tôi cần một 'chỗ dựa' cho bài thuyết trình của mình", sau đó mô tả cách bản thân ông, Barker và Sheets làm ra đoạn phim đó.(tr200,201)